# Berufseinstiegsjahr
Das Berufseinstiegsjahr (BEJ) ist ein Schultyp in Baden-Württemberg, das als Alternative zur Schulart Berufsvorbereitungsjahr (BVJ) dient und verbindlich zum Schuljahr 2007/2008 eingeführt wurde. Der Abschluss im Berufseinstiegsjahr liegt über dem Niveau des Hauptschulabschlusses. Als Schulversuch vereinigte später die neu eingeführte berufliche Vollzeitschule Duale Ausbildungsvorbereitung (AVdual) das Berufseinstiegsjahr (BEJ) und das Vorqualifizierungsjahr Arbeit und Beruf (VAB) in einer Schulart.
Das Berufseinstiegsjahr wurde für solche Jugendliche eingerichtet, die ihren Hauptschulabschluss erworben, aber noch keinen Ausbildungsplatz gefunden haben oder eine weiterführende Schule besuchen. Es soll die Ausbildungsreife der Jugendlichen in Theorie und Praxis vertiefen. Die Schüler müssen sich hierzu für ein Berufsfeld (je nach Angebot der Schule) entscheiden. Voraussetzungen für die Aufnahme im Berufseinstiegsjahr sind ein Hauptschulabschluss und eine Praktikumsstelle für das gesamte Schuljahr bei einem Betrieb.